# Leucocelis viridiventris
Leucocelis viridiventris är en skalbaggsart som beskrevs av Moser 1906. Leucocelis viridiventris ingår i släktet Leucocelis och familjen Cetoniidae. Inga underarter finns listade i Catalogue of Life.